# Баскетбол на літніх Олімпійських іграх 2024 — чоловічий турнір
Чоловічий баскетбольний турнір на літніх Олімпійських іграх 2024 триває з 27 липня до 10 серпня на стадіоні П'єр Моруа в Ліллі (матчі групового етапу) та АккорГотелс Арена в Парижі (матчі на вибування).

## Розклад
Матчі вібуваються за таким розкладом:
| ГЕ | Груповий етап | ¼ | Чвертьфінали | ½ | Півфінали | Б | Матч за бронзові медалі | Ф | Фінал |

| Суб 27 | Нед 28 | Пон 29 | Вів 30 | Сер 31 | Чет 1 | П'ят 2 | Суб 3 | Нед 4 | Пон 5 | Вів 6 | Сер 7 | Чет 8 | П'ят 9 | Суб 10 | Суб 10 |
| ------ | ------ | ------ | ------ | ------ | ----- | ------ | ----- | ----- | ----- | ----- | ----- | ----- | ------ | ------ | ------ |
| ГЕ     | ГЕ     |        | ГЕ     | ГЕ     |       | ГЕ     | ГЕ    |       |       | ¼     |       | ½     |        | Б      | Ф      |

## Груповий етап
Вказано (центральноєвропейський літній час (UTC+2).

### Група A
| Поз | Команда   | І | В | П | ОЗ  | ОП  | РГ  | О | Кваліфікація                            |
| --- | --------- | - | - | - | --- | --- | --- | - | --------------------------------------- |
| 1   | Канада    | 3 | 3 | 0 | 267 | 247 | +20 | 6 | Чвертьфінали                            |
| 2   | Австралія | 3 | 1 | 2 | 246 | 250 | −4  | 4 | Чвертьфінали                            |
| 3   | Греція    | 3 | 1 | 2 | 233 | 241 | −8  | 4 | Можливі чвертьфінали згідно з рейтингом |
| 4   | Іспанія   | 3 | 1 | 2 | 249 | 257 | −8  | 4 |                                         |

1. 1 2 3  Австралія 3 О, +6 РГ; Греція 3 О, −1 РГ; Іспанія 3 О, −5 РГ.

| 27 липня 2024 11:00 | Boxscore | Австралія                                       | 92–80 | Іспанія                                      |  | П'єр Моруа, Лілль Глядачів: 26,991 Судді: Гатіс Саліньш (LAT), Омар Бермудес (MEX), Хуан Фернандес (ARG) |
| 27 липня 2024 11:00 | Boxscore | Рахунок за чвертями: 31–21, 18–21, 20–18, 23–20 |       |                                              |  | П'єр Моруа, Лілль Глядачів: 26,991 Судді: Гатіс Саліньш (LAT), Омар Бермудес (MEX), Хуан Фернандес (ARG) |
| 27 липня 2024 11:00 | Boxscore | Очки: Лендейл 20 Підб.: Лендейл 9 РП: Ґідді 8   |       | Очки: Альдама 27 Підб.: Гаруба 7 РП: Браун 7 |  | П'єр Моруа, Лілль Глядачів: 26,991 Судді: Гатіс Саліньш (LAT), Омар Бермудес (MEX), Хуан Фернандес (ARG) |

| 27 липня 2024 21:00 | Boxscore | Греція                                             | 79–86 | Канада                                                    |  | П'єр Моруа, Лілль Глядачів: 26,421 Судді: Роберто Васкес (PUR), Джонні Батіста (PUR), Войцех Лішка (POL) |
| 27 липня 2024 21:00 | Boxscore | Рахунок за чвертями: 22–26, 16–22, 22–20, 19–18    |       |                                                           |  | П'єр Моруа, Лілль Глядачів: 26,421 Судді: Роберто Васкес (PUR), Джонні Батіста (PUR), Войцех Лішка (POL) |
| 27 липня 2024 21:00 | Boxscore | Очки: Адетокунбо 34 Підб.: Мітоглу 8 РП: Калатес 7 |       | Очки: Барретт 23 Підб.: Олійник 6 РП: Гілджес-Олександр 7 |  | П'єр Моруа, Лілль Глядачів: 26,421 Судді: Роберто Васкес (PUR), Джонні Батіста (PUR), Войцех Лішка (POL) |

| 30 липня 2024 11:00 | Boxscore | Іспанія                                         | 84–77 | Греція                                                 |  | П'єр Моруа, Лілль Глядачів: 26,980 Судді: Адемир Зурапович (BIH), Мартіньш Козловскіс (LAT), Хуліо Аная (PAN) |
| 30 липня 2024 11:00 | Boxscore | Рахунок за чвертями: 21–22, 28–13, 13–21, 22–21 |       |                                                        |  | П'єр Моруа, Лілль Глядачів: 26,980 Судді: Адемир Зурапович (BIH), Мартіньш Козловскіс (LAT), Хуліо Аная (PAN) |
| 30 липня 2024 11:00 | Boxscore | Очки: Альдама 19 Підб.: Aldama 12 РП: Браун 10  |       | Очки: Адетокунбо 27 Підб.: Адетокунбо 11 РП: Калатес 7 |  | П'єр Моруа, Лілль Глядачів: 26,980 Судді: Адемир Зурапович (BIH), Мартіньш Козловскіс (LAT), Хуліо Аная (PAN) |

| 30 липня 2024 13:30 | Boxscore | Канада                                                 | 93–83 | Австралія                                    |  | П'єр Моруа, Лілль Глядачів: 26,980 Судді: Йоан Россо (FRA), Джонні Батіста (PUR), Такакі Като (JPN) |
| 30 липня 2024 13:30 | Boxscore | Рахунок за чвертями: 26–28, 19–21, 27–21, 21–13        |       |                                              |  | П'єр Моруа, Лілль Глядачів: 26,980 Судді: Йоан Россо (FRA), Джонні Батіста (PUR), Такакі Като (JPN) |
| 30 липня 2024 13:30 | Boxscore | Очки: Барретт 24 Підб.: Пауелл 9 РП: Barrett, Мюррей 5 |       | Очки: Ґідді 19 Підб.: Лендейл 12 РП: Ґідді 6 |  | П'єр Моруа, Лілль Глядачів: 26,980 Судді: Йоан Россо (FRA), Джонні Батіста (PUR), Такакі Като (JPN) |

| 2 серпня 2024 13:30 | Boxscore | Австралія                                      | 71–77 | Греція                                                  |  | П'єр Моруа, Лілль Глядачів: 26,850 Судді: Роберто Васкес (PUR), Мартіньш Козловскіс (LAT), Джонні Батіста (PUR) |
| 2 серпня 2024 13:30 | Boxscore | Рахунок за чвертями: 24–25, 12–28, 14–9, 21–15 |       |                                                         |  | П'єр Моруа, Лілль Глядачів: 26,850 Судді: Роберто Васкес (PUR), Мартіньш Козловскіс (LAT), Джонні Батіста (PUR) |
| 2 серпня 2024 13:30 | Boxscore | Очки: Лендейл 17 Підб.: Ґідді 11 РП: Денієлс 8 |       | Очки: Адетокунбо 20 Підб.: троє гравців 7 РП: Калатес 8 |  | П'єр Моруа, Лілль Глядачів: 26,850 Судді: Роберто Васкес (PUR), Мартіньш Козловскіс (LAT), Джонні Батіста (PUR) |

| 2 серпня 2024 17:15 | Boxscore | Канада                                                         | 88–85 | Іспанія                                                |  | П'єр Моруа, Лілль Глядачів: 26,133 Судді: Адемир Зурапович (BIH), Хуліо Аная (PAN), Гатіс Саліньш (LAT) |
| 2 серпня 2024 17:15 | Boxscore | Рахунок за чвертями: 19–19, 30–19, 15–18, 24–29                |       |                                                        |  | П'єр Моруа, Лілль Глядачів: 26,133 Судді: Адемир Зурапович (BIH), Хуліо Аная (PAN), Гатіс Саліньш (LAT) |
| 2 серпня 2024 17:15 | Boxscore | Очки: Гілджес-Олександр 20 Підб.: Брукс, Мюррей 4 РП: Murray 6 |       | Очки: Брісуела 17 Підб.: Альдама 11 РП: троє гравців 4 |  | П'єр Моруа, Лілль Глядачів: 26,133 Судді: Адемир Зурапович (BIH), Хуліо Аная (PAN), Гатіс Саліньш (LAT) |

### Група B
| Поз | Команда     | І | В | П | ОЗ  | ОП  | РГ  | О | Кваліфікація                              |
| --- | ----------- | - | - | - | --- | --- | --- | - | ----------------------------------------- |
| 1   | Німеччина   | 3 | 3 | 0 | 268 | 221 | +47 | 6 | Чвертьфінали                              |
| 2   | Франція (H) | 3 | 2 | 1 | 243 | 241 | +2  | 5 | Чвертьфінали                              |
| 3   | Бразилія    | 3 | 1 | 2 | 241 | 248 | −7  | 4 | Можливі чвертьфінали на підставі рейтингу |
| 4   | Японія      | 3 | 0 | 3 | 251 | 293 | −42 | 3 |                                           |

| 27 липня 2024 13:30 | Boxscore | Німеччина                                       | 97–77 | Японія                                              |  | П'єр Моруа, Лілль Глядачів: 26,991 Судді: Антоніо Кондк (ESP), Борис Креїч (SLO), Емі Боннер (USA) |
| 27 липня 2024 13:30 | Boxscore | Рахунок за чвертями: 28–21, 24–23, 22–17, 23–16 |       |                                                     |  | П'єр Моруа, Лілль Глядачів: 26,991 Судді: Антоніо Кондк (ESP), Борис Креїч (SLO), Емі Боннер (USA) |
| 27 липня 2024 13:30 | Boxscore | Очки: Ф. Ваґнер 22 Підб.: Тайс 7 РП: Шредер 12  |       | Очки: Хачімура 20 Підб.: Гокінсон 11 РП: Кавамура 7 |  | П'єр Моруа, Лілль Глядачів: 26,991 Судді: Антоніо Кондк (ESP), Борис Креїч (SLO), Емі Боннер (USA) |

| 27 липня 2024 17:15 | Boxscore | Франція                                                      | 78–66 | Бразилія                                                   |  | П'єр Моруа, Лілль Глядачів: 26,766 Судді: Меттью Калліо (CAN), Луїс Кастільйо (ESP), Карлос Перальта (ECU) |
| 27 липня 2024 17:15 | Boxscore | Рахунок за чвертями: 15–23, 24–13, 18–9, 21–21               |       |                                                            |  | П'єр Моруа, Лілль Глядачів: 26,766 Судді: Меттью Калліо (CAN), Луїс Кастільйо (ESP), Карлос Перальта (ECU) |
| 27 липня 2024 17:15 | Boxscore | Очки: Батум, Вембаньяма 19 Підб.: Вембаньяма 9 РП: Альбісі 4 |       | Очки: Фелісіу, Мейндл 14 Підб.: Фелісіу 6 РП: Дос Сантус 6 |  | П'єр Моруа, Лілль Глядачів: 26,766 Судді: Меттью Калліо (CAN), Луїс Кастільйо (ESP), Карлос Перальта (ECU) |

| 30 липня 2024 17:15 | Boxscore | Японія                                                       | 90–94 | Франція                                                      | OT | П'єр Моруа, Лілль Глядачів: 26,900 Судді: Меттью Калліо (CAN), Войцех Лішка (POL), Бланка Бернс (USA) |
| 30 липня 2024 17:15 | Boxscore | Рахунок за чвертями: 25–32, 19–17, 20–20, 20–15 OT: 6–10     |       |                                                              | OT | П'єр Моруа, Лілль Глядачів: 26,900 Судді: Меттью Калліо (CAN), Войцех Лішка (POL), Бланка Бернс (USA) |
| 30 липня 2024 17:15 | Boxscore | Очки: Кавамура 29 Підб.: Гокінсон, Ватанабе 8 РП: Кавамура 6 |       | Очки: Вембаньяма 18 Підб.: Гобер 15 РП: Фурньє, Вембаньяма 6 | OT | П'єр Моруа, Лілль Глядачів: 26,900 Судді: Меттью Калліо (CAN), Войцех Лішка (POL), Бланка Бернс (USA) |

| 30 липня 2024 21:00 | Boxscore | Бразилія                                             | 73–86 | Німеччина                                         |  | П'єр Моруа, Лілль Глядачів: 23,884 Судді: Антоніо Конде (ESP), Омар Бермудес (MEX), Гатіс Саліньш (LAT) |
| 30 липня 2024 21:00 | Boxscore | Рахунок за чвертями: 10–22, 30–18, 11–20, 22–26      |       |                                                   |  | П'єр Моруа, Лілль Глядачів: 23,884 Судді: Антоніо Конде (ESP), Омар Бермудес (MEX), Гатіс Саліньш (LAT) |
| 30 липня 2024 21:00 | Boxscore | Очки: Дос Сантус 18 Підб.: Мейндл 6 РП: Дос Сантус 8 |       | Очки: Шредер 20 Підб.: Фойґтманн 8 РП: Schröder 6 |  | П'єр Моруа, Лілль Глядачів: 23,884 Судді: Антоніо Конде (ESP), Омар Бермудес (MEX), Гатіс Саліньш (LAT) |

| 2 серпня 2024 11:00 | Boxscore | Японія                                               | 84–102 | Бразилія                                        |  | П'єр Моруа, Лілль Глядачів: 26,850 Судді: Меттью Калліо (CAN), Борис Креїч (SLO), Войцех Лішка (POL) |
| 2 серпня 2024 11:00 | Boxscore | Рахунок за чвертями: 20–31, 24–24, 29–22, 11–25      |        |                                                 |  | П'єр Моруа, Лілль Глядачів: 26,850 Судді: Меттью Калліо (CAN), Борис Креїч (SLO), Войцех Лішка (POL) |
| 2 серпня 2024 11:00 | Boxscore | Очки: Гокінсон 26 Підб.: Гокінсон 10 РП: Кавамура 10 |        | Очки: Кабоклу 33 Підб.: Кабоклу 17 РП: Уертас 8 |  | П'єр Моруа, Лілль Глядачів: 26,850 Судді: Меттью Калліо (CAN), Борис Креїч (SLO), Войцех Лішка (POL) |

| 2 серпня 2024 21:00 | Boxscore | Франція                                              | 71–85 | Німеччина                                             |  | П'єр Моруа, Лілль Глядачів: 26,860 Судді: Антоніо Конде (ESP), Хуан Фернандес (ARG), Андрес Бартель (URU) |
| 2 серпня 2024 21:00 | Boxscore | Рахунок за чвертями: 18–24, 9–24, 19–21, 25–16       |       |                                                       |  | П'єр Моруа, Лілль Глядачів: 26,860 Судді: Антоніо Конде (ESP), Хуан Фернандес (ARG), Андрес Бартель (URU) |
| 2 серпня 2024 21:00 | Boxscore | Очки: Вембаньяма 14 Підб.: Wembanyama 12 РП: Батум 3 |       | Очки: Шредер, Ф. Ваґнер 26 Підб.: Тайс 8 РП: Шредер 9 |  | П'єр Моруа, Лілль Глядачів: 26,860 Судді: Антоніо Конде (ESP), Хуан Фернандес (ARG), Андрес Бартель (URU) |

### Група C
| Поз | Команда         | І | В | П | ОЗ  | ОП  | РГ  | О | Кваліфікація                              |
| --- | --------------- | - | - | - | --- | --- | --- | - | ----------------------------------------- |
| 1   | США             | 3 | 3 | 0 | 317 | 253 | +64 | 6 | Чвертьфінали                              |
| 2   | Сербія          | 3 | 2 | 1 | 287 | 261 | +26 | 5 | Чвертьфінали                              |
| 3   | Південний Судан | 3 | 1 | 2 | 261 | 278 | −17 | 4 | Можливі чвертьфінали на підставі рейтингу |
| 4   | Пуерто-Рико     | 3 | 0 | 3 | 228 | 301 | −73 | 3 |                                           |

| 28 липня 2024 11:00 | Boxscore | Південний Судан                                 | 90–79 | Пуерто-Рико                                                    |  | П'єр Моруа, Лілль Глядачів: 27,021 Судді: Адемир Зурапович (BIH), Такакі Като (JPN), Мартин Вулич (CRO) |
| 28 липня 2024 11:00 | Boxscore | Рахунок за чвертями: 20–28, 28–26, 23–15, 19–10 |       |                                                                |  | П'єр Моруа, Лілль Глядачів: 27,021 Судді: Адемир Зурапович (BIH), Такакі Като (JPN), Мартин Вулич (CRO) |
| 28 липня 2024 11:00 | Boxscore | Очки: Джонс 19 Підб.: Габріел 9 РП: Джонс 6     |       | Очки: Альварадо 26 Підб.: Кондітт IV, Ромеро 6 РП: Альварадо 5 |  | П'єр Моруа, Лілль Глядачів: 27,021 Судді: Адемир Зурапович (BIH), Такакі Като (JPN), Мартин Вулич (CRO) |

| 28 липня 2024 17:15 | Boxscore | Сербія                                          | 84–110 | США                                         |  | П'єр Моруа, Лілль Глядачів: 27,328 Судді: Йоан Россо (FRA), Хуліо Аная (PAN), Мартіньш Козловскіс (LAT) |
| 28 липня 2024 17:15 | Boxscore | Рахунок за чвертями: 20–25, 29–33, 16–26, 19–26 |        |                                             |  | П'єр Моруа, Лілль Глядачів: 27,328 Судді: Йоан Россо (FRA), Хуліо Аная (PAN), Мартіньш Козловскіс (LAT) |
| 28 липня 2024 17:15 | Boxscore | Очки: Йокич 20 Підб.: Богданович 6 РП: Jokić 8  |        | Очки: Дюрант 23 Підб.: Девіс 8 РП: Джеймс 9 |  | П'єр Моруа, Лілль Глядачів: 27,328 Судді: Йоан Россо (FRA), Хуліо Аная (PAN), Мартіньш Козловскіс (LAT) |

| 31 липня 2024 17:15 | Boxscore | Пуерто-Рико                                        | 66–107 | Сербія                                        |  | П'єр Моруа, Лілль Глядачів: 17,882 Судді: Хуліо Аная (PAN), Хуан Фернандес (ARG), Борис Креїч (SLO) |
| 31 липня 2024 17:15 | Boxscore | Рахунок за чвертями: 12–24, 23–28, 16–27, 15–28    |        |                                               |  | П'єр Моруа, Лілль Глядачів: 17,882 Судді: Хуліо Аная (PAN), Хуан Фернандес (ARG), Борис Креїч (SLO) |
| 31 липня 2024 17:15 | Boxscore | Очки: Ортіс 19 Підб.: Ортіс 6 РП: Говард, Вотерс 3 |        | Очки: Петрушев 15 Підб.: Йокич 15 РП: Йокич 9 |  | П'єр Моруа, Лілль Глядачів: 17,882 Судді: Хуліо Аная (PAN), Хуан Фернандес (ARG), Борис Креїч (SLO) |

| 31 липня 2024 21:00 | Boxscore | США                                                | 103–86 | Південний Судан                             |  | П'єр Моруа, Лілль Глядачів: 27,056 Судді: Антоніо Конде (ESP), Мартіньш Козловскіс (LAT), Такакі Като (JPN) |
| 31 липня 2024 21:00 | Boxscore | Рахунок за чвертями: 26–14, 29–22, 18–21, 30–29    |        |                                             |  | П'єр Моруа, Лілль Глядачів: 27,056 Судді: Антоніо Конде (ESP), Мартіньш Козловскіс (LAT), Такакі Като (JPN) |
| 31 липня 2024 21:00 | Boxscore | Очки: Адебайо 18 Підб.: троє гравців 7 РП: Букер 6 |        | Очки: Омот 24 Підб.: Габріел 10 РП: Джонс 7 |  | П'єр Моруа, Лілль Глядачів: 27,056 Судді: Антоніо Конде (ESP), Мартіньш Козловскіс (LAT), Такакі Като (JPN) |

| 3 серпня 2024 17:15 | Boxscore | Пуерто-Рико                                          | 83–104 | США                                            |  | П'єр Моруа, Лілль Глядачів: 27,244 Судді: Хуліо Аная (PAN), Гатіс Саліньш (LAT), Мартин Вулич (CRO) |
| 3 серпня 2024 17:15 | Boxscore | Рахунок за чвертями: 29–25, 16–39, 14–23, 24–17      |        |                                                |  | П'єр Моруа, Лілль Глядачів: 27,244 Судді: Хуліо Аная (PAN), Гатіс Саліньш (LAT), Мартин Вулич (CRO) |
| 3 серпня 2024 17:15 | Boxscore | Очки: Альварадо 18 Підб.: Ромеро 10 РП: Кондітт IV 5 |        | Очки: Едвардс 26 Підб.: Тейтум 10 РП: Джеймс 8 |  | П'єр Моруа, Лілль Глядачів: 27,244 Судді: Хуліо Аная (PAN), Гатіс Саліньш (LAT), Мартин Вулич (CRO) |

| 3 серпня 2024 21:00 | Boxscore | Сербія                                               | 96–85 | Південний Судан                                     |  | П'єр Моруа, Лілль Глядачів: 20,916 Судді: Адемир Зурапович (BIH), Йоан Россо (FRA), Хуан Фернандес (ARG) |
| 3 серпня 2024 21:00 | Boxscore | Рахунок за чвертями: 23–22, 24–22, 25–23, 24–18      |       |                                                     |  | П'єр Моруа, Лілль Глядачів: 20,916 Судді: Адемир Зурапович (BIH), Йоан Россо (FRA), Хуан Фернандес (ARG) |
| 3 серпня 2024 21:00 | Boxscore | Очки: Богданович 30 Підб.: Йокич 13 РП: Богданович 8 |       | Очки: Джонс, Шайок 17 Підб.: Габріел 8 РП: Джонс 10 |  | П'єр Моруа, Лілль Глядачів: 20,916 Судді: Адемир Зурапович (BIH), Йоан Россо (FRA), Хуан Фернандес (ARG) |

### Рейтинг третіх збірних
| Поз | Груп | Команда         | І | В | П | ОЗ  | ОП  | РГ  | О | Кваліфікація |
| --- | ---- | --------------- | - | - | - | --- | --- | --- | - | ------------ |
| 1   | B    | Бразилія        | 3 | 1 | 2 | 241 | 248 | −7  | 4 | Чвертьфінали |
| 2   | A    | Греція          | 3 | 1 | 2 | 233 | 241 | −8  | 4 | Чвертьфінали |
| 3   | C    | Південний Судан | 3 | 1 | 2 | 261 | 278 | −17 | 4 |              |

## Матчі на вибування
Після завершення групового етапу відбудеться жеребкування, яке визначить чвертьфінальні пари, в яких сіяні збірні зіграють з несіяними. Збірні буде розподілено в чотири кошики:
- Кошик D складається з двох збірних, що посіли перше місце в групі з найкращими результатами.
- Кошик E складається зі збірної, що посіла перше місце в групі з найгіршим результатом, і найкращої збірної серед других місць.
- Кошик F складається з двох інших збірних, що посіли другі місця на груповому етапі.
- Кошик G складається з двох найкращих других місць.

Принципи жеребкування:
- Збірні з кошика D зіграють зі збірними з кошика G, а збірні з кошика E - зі збірними з кошика F.
- Збірні з однією групи не можуть зустрітися на стадії чвертьфіналу.

### Сітка
|  | Чвертьфінали | Чвертьфінали |           |    | Півфінали          | Півфінали          |  |  | Фінал | Фінал |
|  |              |              |           |    |                    |                    |  |  |       |       |
|  | 6 серпня     |              |           |    |                    |                    |  |  |       |       |
|  |              |              |           |    |                    |                    |  |  |       |       |
|  | Франція      | 82           |           |    |                    |                    |  |  |       |       |
|  | Франція      | 82           | 8 серпня  |    |                    |                    |  |  |       |       |
|  | Канада       | 73           |           |    |                    |                    |  |  |       |       |
|  | Канада       | 73           | Франція   | 73 |                    |                    |  |  |       |       |
|  | 6 серпня     |              | Франція   | 73 |                    |                    |  |  |       |       |
|  |              | Німеччина    | 69        |    |                    |                    |  |  |       |       |
|  | Німеччина    | Німеччина    | 69        | 76 |                    |                    |  |  |       |       |
|  | Німеччина    |              | 10 серпня | 76 |                    |                    |  |  |       |       |
|  | Греція       | 63           |           |    |                    |                    |  |  |       |       |
|  | Греція       | 63           | Франція   | 87 |                    |                    |  |  |       |       |
|  | 6 серпня     |              | Франція   | 87 |                    |                    |  |  |       |       |
|  |              | США          | 98        |    |                    |                    |  |  |       |       |
|  | Бразилія     | США          | 98        | 87 |                    |                    |  |  |       |       |
|  | Бразилія     | 8 серпня     |           | 87 |                    |                    |  |  |       |       |
|  | США          | 122          |           |    |                    |                    |  |  |       |       |
|  | США          | 122          | США       | 95 |                    |                    |  |  |       |       |
|  | 6 серпня     |              | США       | 95 |                    |                    |  |  |       |       |
|  |              | Сербія       | 91        |    | Матч за 3-тє місце | Матч за 3-тє місце |  |  |       |       |
|  | Сербія (OT)  | Сербія       | 91        | 95 | Матч за 3-тє місце | Матч за 3-тє місце |  |  |       |       |
|  | Сербія (OT)  |              | 10 серпня | 95 |                    |                    |  |  |       |       |
|  | Австралія    | 90           |           |    |                    |                    |  |  |       |       |
|  | Австралія    | 90           | Німеччина | 83 |                    |                    |  |  |       |       |
|  |              |              |           |    |                    |                    |  |  |       |       |
|  | Сербія       | 93           |           |    |                    |                    |  |  |       |       |
|  | Сербія       | 93           |           |    |                    |                    |  |  |       |       |

### Чвертьфінали
| 6 серпня 2024 11:00 | Boxscore | Німеччина                                       | 76–63 | Греція                                                    |  | АккорГотелс Арена, Париж Глядачів: 12,288 Судді: Роберто Васкес (PUR), Мартіньш Козловскіс (LAT), Джонні Батіста (PUR) |
| 6 серпня 2024 11:00 | Boxscore | Рахунок за чвертями: 11–21, 25–15, 23–16, 17–11 |       |                                                           |  | АккорГотелс Арена, Париж Глядачів: 12,288 Судді: Роберто Васкес (PUR), Мартіньш Козловскіс (LAT), Джонні Батіста (PUR) |
| 6 серпня 2024 11:00 | Boxscore | Очки: Ф. Ваґнер 18 Підб.: Тайс 8 РП: Шредер 8   |       | Очки: Адетокунбо 22 Підб.: Папаніколау 9 РП: Адетокунбо 3 |  | АккорГотелс Арена, Париж Глядачів: 12,288 Судді: Роберто Васкес (PUR), Мартіньш Козловскіс (LAT), Джонні Батіста (PUR) |

| 6 серпня 2024 14:30 | Boxscore | Сербія                                                   | 95–90 | Австралія                                           | OT | АккорГотелс Арена, Париж Глядачів: 12,317 Судді: Йоан Россо (FRA), Хуліо Аная (PAN), Войцех Лішка (POL) |
| 6 серпня 2024 14:30 | Boxscore | Рахунок за чвертями: 17–31, 25–23, 25–11, 15–17 OT: 13–8 |       |                                                     | OT | АккорГотелс Арена, Париж Глядачів: 12,317 Судді: Йоан Россо (FRA), Хуліо Аная (PAN), Войцех Лішка (POL) |
| 6 серпня 2024 14:30 | Boxscore | Очки: Йокич 21 Підб.: Йокич 14 РП: Йокич 9               |       | Очки: Міллс 26 Підб.: Лендейл, Маґней 6 РП: Ексум 5 | OT | АккорГотелс Арена, Париж Глядачів: 12,317 Судді: Йоан Россо (FRA), Хуліо Аная (PAN), Войцех Лішка (POL) |

| 6 серпня 2024 18:00 | Boxscore | Франція                                                | 82–73 | Канада                                                             |  | АккорГотелс Арена, Париж Глядачів: 12,258 Судді: Адемир Зурапович (BIH), Омар Бермудес (MEX), Гатіс Саліньш (LAT) |
| 6 серпня 2024 18:00 | Boxscore | Рахунок за чвертями: 23–10, 22–19, 16–21, 21–23        |       |                                                                    |  | АккорГотелс Арена, Париж Глядачів: 12,258 Судді: Адемир Зурапович (BIH), Омар Бермудес (MEX), Гатіс Саліньш (LAT) |
| 6 серпня 2024 18:00 | Boxscore | Очки: Ябуселе 22 Підб.: Вембаньяма 12 РП: Вембаньяма 5 |       | Очки: Гілджес-Олександр 27 Підб.: Пауелл 9 РП: Гілджес-Олександр 4 |  | АккорГотелс Арена, Париж Глядачів: 12,258 Судді: Адемир Зурапович (BIH), Омар Бермудес (MEX), Гатіс Саліньш (LAT) |

| 6 серпня 2024 21:30 | Boxscore | Бразилія                                         | 87–122 | США                                        |  | АккорГотелс Арена, Париж Глядачів: 12,364 Судді: Антоніо Конде (ESP), Луїс Кастільйо (ESP), Євген Міхєєв (KAZ) |
| 6 серпня 2024 21:30 | Boxscore | Рахунок за чвертями: 21–33, 15–30, 35–31, 16–28  |        |                                            |  | АккорГотелс Арена, Париж Глядачів: 12,364 Судді: Антоніо Конде (ESP), Луїс Кастільйо (ESP), Євген Міхєєв (KAZ) |
| 6 серпня 2024 21:30 | Boxscore | Очки: Кабоклу 30 Підб.: Жоржиньйо 8 РП: Мейндл 7 |        | Очки: Букер 18 Підб.: Девіс 8 РП: Джеймс 9 |  | АккорГотелс Арена, Париж Глядачів: 12,364 Судді: Антоніо Конде (ESP), Луїс Кастільйо (ESP), Євген Міхєєв (KAZ) |

### Півфінали
| 8 серпня 2024 17:30 | Boxscore | Франція                                                 | 73–69 | Німеччина                                 |  | АккорГотелс Арена, Париж Глядачів: 12,454 Судді: Антоніо Конде (ESP), Борис Креїч (SLO), Войцех Лішка (POL) |
| 8 серпня 2024 17:30 | Boxscore | Рахунок за чвертями: 18–25, 15–8, 23–17, 17–19          |       |                                           |  | АккорГотелс Арена, Париж Глядачів: 12,454 Судді: Антоніо Конде (ESP), Борис Креїч (SLO), Войцех Лішка (POL) |
| 8 серпня 2024 17:30 | Boxscore | Очки: Ябуселе 17 Підб.: троє гравців 7 РП: Вембаньяма 4 |       | Очки: Шредер 18 Підб.: Тайс 11 РП: Тайс 6 |  | АккорГотелс Арена, Париж Глядачів: 12,454 Судді: Антоніо Конде (ESP), Борис Креїч (SLO), Войцех Лішка (POL) |

| 8 серпня 2024 21:00 | Boxscore | США                                             | 95–91 | Сербія                                                 |  | АккорГотелс Арена, Париж Глядачів: 12,213 Судді: Адемир Зурапович (BIH), Хуліо Аная (PAN), Мартіньш Козловскіс (LAT) |
| 8 серпня 2024 21:00 | Boxscore | Рахунок за чвертями: 23–31, 20–23, 20–22, 32–15 |       |                                                        |  | АккорГотелс Арена, Париж Глядачів: 12,213 Судді: Адемир Зурапович (BIH), Хуліо Аная (PAN), Мартіньш Козловскіс (LAT) |
| 8 серпня 2024 21:00 | Boxscore | Очки: Каррі 36 Підб.: Джеймс 12 РП: Джеймс 10   |       | Очки: Богданович 20 Підб.: троє гравців 5 РП: Йокич 11 |  | АккорГотелс Арена, Париж Глядачів: 12,213 Судді: Адемир Зурапович (BIH), Хуліо Аная (PAN), Мартіньш Козловскіс (LAT) |

### Матч за бронзові медалі
| 10 серпня 2024 11:00 | Boxscore | Німеччина                                                       | 83–93 | Сербія                                             |  | АккорГотелс Арена, Париж Глядачів: 12,406 Судді: Меттью Калліо (CAN), Йоан Россо (FRA), Джонні Батіста (PUR) |
| 10 серпня 2024 11:00 | Boxscore | Рахунок за чвертями: 21–30, 17–16, 25–26, 20–21                 |       |                                                    |  | АккорГотелс Арена, Париж Глядачів: 12,406 Судді: Меттью Калліо (CAN), Йоан Россо (FRA), Джонні Батіста (PUR) |
| 10 серпня 2024 11:00 | Boxscore | Очки: Ф. Ваґнер 18 Підб.: F. Wagner 9 РП: Шредер, Вайлер-Бабб 6 |       | Очки: Йокич, Мицич 19 Підб.: Йокич 12 РП: Йокич 11 |  | АккорГотелс Арена, Париж Глядачів: 12,406 Судді: Меттью Калліо (CAN), Йоан Россо (FRA), Джонні Батіста (PUR) |

### Матч за золоті медалі
| 10 серпня 2024 21:30 | Boxscore | Франція                                         | 87–98 | США                                         |  | АккорГотелс Арена, Париж Глядачів: 12,121 Судді: Антоніо Конде (ESP), Хуліо Аная (PAN), Войцех Лішка (POL) |
| 10 серпня 2024 21:30 | Boxscore | Рахунок за чвертями: 15–20, 26–29, 25–23, 21–26 |       |                                             |  | АккорГотелс Арена, Париж Глядачів: 12,121 Судді: Антоніо Конде (ESP), Хуліо Аная (PAN), Войцех Лішка (POL) |
| 10 серпня 2024 21:30 | Boxscore | Очки: Вембаньяма 26 Підб.: Батум 8 РП: Батум 4  |       | Очки: Каррі 24 Підб.: Девіс 9 РП: Джеймс 10 |  | АккорГотелс Арена, Париж Глядачів: 12,121 Судді: Антоніо Конде (ESP), Хуліо Аная (PAN), Войцех Лішка (POL) |

## Підсумкове положення
| Поз | Команда         | І | В | П |
| --- | --------------- | - | - | - |
| 1   | США             | 6 | 6 | 0 |
| 2   | Франція         | 6 | 4 | 2 |
| 3   | Сербія          | 6 | 4 | 2 |
| 4   | Німеччина       | 6 | 4 | 2 |
| 5   | Канада          | 4 | 3 | 1 |
| 6   | Австралія       | 4 | 1 | 3 |
| 7   | Бразилія        | 4 | 1 | 3 |
| 8   | Греція          | 4 | 1 | 3 |
| 9   | Південний Судан | 3 | 1 | 2 |
| 10  | Іспанія         | 3 | 1 | 2 |
| 11  | Японія          | 3 | 0 | 3 |
| 12  | Пуерто-Рико     | 3 | 0 | 3 |